# Rijksinstituut voor Kust en Zee
Het Rijkswaterstaat Rijksinstituut voor Kust en Zee (RIKZ) was van 1993 tot 2007 een van de zes specialistische diensten van Rijkswaterstaat en richtte zich op alle zoute en brakke wateren van Nederland, plus de kust. De dienst verzamelde en leverde kennis van al wat de zee aangaat, ter bevordering van:
- duurzaam gebruik van estuaria, kusten en zeeën
- bescherming tegen overstroming

Najaar 2007 is het RIKZ gedeeltelijk opgegaan in de Waterdienst. De Waterdienst is een nieuwe landelijke dienst van Rijkswaterstaat. De Waterdienst heeft overzicht over de toestand en het gebruik van het hoofdwatersysteem: het samenhangende stelsel van de grote rivieren, kanalen, meren, kustwater en zee. Vanuit dit overzicht werkt de Waterdienst aan efficiënt en effectief waterbeheer, voor de gebruiker, nu en in de toekomst, aldus de openingstekst van de website van de Waterdienst.**
Voorgangers van het RIKZ waren achtereenvolgens: de directie Waterhuishouding en Waterbeweging en de Dienst Getijdewateren, zie verder hieronder.

## Geschiedenis van de organisatie
De Algemene Dienst was van 1848 tot 1956 de centrale specialistische dienst van de Rijkswaterstaat, waar al het wetenschappelijke werk was ondergebracht. In 1956 was het belang van het aspect waterhuishouding zo groot dat de naam van de dienst daarop werd aangepast: directie Algemene Dienst en Waterhuishouding. Slechts drie jaar later op 1 april 1959 werd die dienst in drie delen gesplitst: De Meetkundige Dienst ging als zelfstandige dienst verder; er ontstond een zelfstandige dienst voor het onderzoek in de watersector, de directie Waterhuishouding en Waterbeweging, in algemeen spraakgebruik aangeduid als W&W of Wat & Wat en het resterende deel (met het onderzoek op het gebied van de verkeerskunde ging door als Algemene Dienst.

#### Directie Waterhuishouding en Waterbeweging
De taken van de dienst omvatten:
- het verzamelen, bewerken en uitgeven van waterstanden, stroomsterkten en andere waterdata in het gehele land. De dienst produceerde de Getijtafels, de Jaarboeken der Waterhoogten, en de Tienjarige Overzichten der Waterhoogten
- de studie van de Waterhuishouding van Nederland (het basismateriaal voor de beleidsnota's Eerste Nota Waterhuishouding en Tweede Nota Waterhuishouding waren afkomstig van deze dienst
- onderzoek naar de zandige kust en duinvorming
- bij de dienst was ondergebracht het Centrum voor Onderzoek van de Waterkeringen (COW), het werkorgaan van de Technische Adviescommissie voor de Waterkeringen (TAW), een onafhankelijk adviesorgaan van de Minister van Verkeer en Waterstaat op het terrein van de waterkeringen.

Behalve bij deze dienst werd soortgelijk onderzoek gedaan bij de Waterloopkundige Afdeling van de Deltadienst en bij een aantal Studiediensten van regionale directies (Studiedienst Hoorn, Studiedienst Delfzijl (samen voor de Waddenzee en de Eems), Studiedienst IJmuiden (voor de havenmond en het het baggerwerk daarin), de Studiedienst Vlissingen (voor de Westerschelde en de Kust) en de Studiedienst Bovenrivieren (voor het rivierengebied). In de loop van de tijd is getracht ook deze diensten onder de verantwoordelijkheid van de directie Waterhuishouding en Waterbeweging te brengen.
De dienst heeft bestaan tot 1 juli 1985.

#### Dienst Getijdewateren
Met het aflopen van de Deltawerken en het opheffen van de Deltadienst zijn de onderzoekstaken van de Rijkswaterstaat in de sector water opnieuw herverkaveld in het project Drieluik Waterhuishouding. Vanwege de introductie van het begrip Integraal Waterbeheer in de aanloop naar de Derde Nota Waterhuishouding werd een gescheiden aanpak van de waterkwaliteit (RIZA) en de Waterkwantiteit (dir Wat & Wat) niet langer verantwoord geacht. De taken van beide diensten werden (met die van de nog resterende studiediensten) samengevoegd en verdeeld naar "zout" en "zoet", naar een Dienst Getijdewateren en een Dienst Binnenwateren/RIZA. De toevoeging RIZA aan de naam werd gemotiveerd vanwege de wettelijke adviestaak, die in de Wet Verontreiniging Oppervlaktewateren was weggelegd voor het RIZA. Dit RIZA werd een hoofdafdeling binnen de nieuwe dienst. De taken van het Centrum voor Onderzoek voor de Waterkeringen zijn bij de herverkaveling overgegaan naar de Dienst Weg- en Waterbouwkunde.
De Dienst Binnenwateren/RIZA veranderde de naam op 1 januari 1991 in Rijksinstituut voor Integraal Zoetwaterbeheer en Afvalwaterbehandeling (RIZA) en de Dienst Getijdewateren veranderde op 1 januari 1993 in Rijksinstituut voor Kust en Zee (RIKZ). Beiden zijn uiteindelijk op 1 oktober 2007 samengegaan in de Waterdienst.

#### Rijksinstituut voor Kust en Zee
Het taakgebied van de dienst is met de naamswijziging niet gewijzigd. Een volgende wijziging betrof in oktober 2005 de toevoeging van de naam Rijkswaterstaat aan (alle) Rijkswaterstaatsdiensten.
Als gevolg van de advisering van Wijffels over de "Grote Technologische Instituten", waarbij hij concentratie van de kennisfunctie binnen de Rijkswaterstaat met WL-Delft Hydraulics, GeoDelft en delen van TNO-Bouw en Ondergrond in een nieuw instituut Deltares adviseerde werd het Rijksinstituut voor Kust en Zee in 2007 opgeheven. De opdrachtgeversrol, die bij de Rijkswaterstaat bleef, werd ondergebracht in de Waterdienst.
Op 1 oktober 2007 is het Rijksinstituut voor Kust en Zee opgegaan in de Waterdienst van de Rijkswaterstaat.